# Boletus vermiculosoides
Bolétus vermiculosoídes (лат.) — гриб из рода боровик (Boletus) семейства болетовые (Boletaceae).

## Биологическое описание
- Шляпка 4—11,5 см в диаметре, в молодом возрасте выпуклая, затем становится уплощённой и почти плоской, со сначала подвёрнутым краем, тёмная, в молодом возрасте бархатистая, тёмно-жёлтого или жёлто-коричневого цвета.
- Мякоть жёлтого цвета, на воздухе очень быстро становится тёмно-синей, затем светлеет, со слабым едким запахом, со слабо вяжущим или пресным вкусом.
- Гименофор трубчатый, тёмно-коричневого или оранжево-коричневого цвета, с угловатыми порами, при прикосновении сразу становится сине-чёрным.
- Ножка 4—10 см длиной, более или менее ровная, светло-жёлтого цвета, иногда с оттенком оливкового, при прикосновении становится синей или тёмно-коричневой.
- Споровый порошок оливково-коричневого цвета. Споры 9—12×3—4 мкм, гладкие, эллиптической формы.
- Пищевые качества или токсические свойства не изучены.

## Экология и ареал
Встречается одиночно или небольшими группами, в дубовых лесах, образует микоризу. Известен из Северной Америки.

## Сходные виды
- Boletus vermiculosus Peck 1873 отличается размером спор (11—15×4—6 мкм) и отсутствием желтоватого оттенка шляпки;
- Boletus fagicola A.H. Sm. & Thiers 1973 отличается сетчатой верхней частью ножки.